# Vandœuvres
Vandœuvres es una comuna suiza del cantón de Ginebra. Limita al norte con la comuna de Collonge-Bellerive, al noreste con Choulex, al sur con Thônex, Chêne-Bourg y Chêne-Bougeries, y al oeste con Cologny.